# Gospić-Zenggi egyházmegye
A Gospić-Zenggi egyházmegye (horvátul: Gospićko-senjska biskupija; latinul: Dioecesis Gospiciensis-Seniensis) a római katolikus egyház egyik egyházmegyéje Horvátországban. A Fiumei főegyházmegye szuffragán egyházmegyáje. Püspöki székvárosa Gospić, ahol az egyházmegye székesegyháza, az Angyali üdvözlet székesegyház áll. Az egyházmegye társszékeságyháza a Zenggi társszékesegyház (Zengg). Megyéspüspöke Zdenko Križić O.C.D., nyugalmazott püspöke pedig Mile Bogović.

## Szomszédos egyházmegyék
- Krki egyházmegye (északnyugat)
- Fiumei főegyházmegye (északnyugat)
- Zágrábi főegyházmegye (észak)
- Sziszeki egyházmegye (északkelet)
- Banja Luka-i római katolikus egyházmegye (kelet)
- Šibeniki egyházmegye (délkelet)
- Zárai főegyházmegye (dél)